# Glaphyra alashanica
Glaphyra alashanica là một loài bọ cánh cứng trong họ Cerambycidae.